# Outfest

Logo des Festivals

Outfest (von englisch out im Sinne von „Coming-out“, und deutsch „Fest“ im Sinne von Filmfestival) ist ein US-amerikanisches LGBT-Filmfestival in Los Angeles, Kalifornien, das jährlich im Juli stattfindet. Die gleichnamige Veranstalterorganisation entfaltet während des Jahres weitere Aktivitäten zum Thema Film.
Auf dem Festival werden die Outie-Preise in 16 Filmkategorien vergeben. Über die Preise wird jeweils von einer Jury, den Festivalbesuchern und einem Programmkomitee entschieden.

## Geschichte
Viele amerikanische Independent-LGBT-Filmemacher hatten sich mit den Themen Coming-out, sexueller Unterdrückung, Hate crimes, und anderem beschäftigt, hatten aber keine kommerzielle Plattform für ihre Arbeit. So kamen sie 1982 zusammen und veranstalteten die Gay and Lesbian Media Festival and Conference in Zusammenarbeit mit dem UCLA Film and Television Archive. Im Jahr 1994 wurde der Name in „Outfest“ geändert, um besser die Dynamik der Community auszudrücken. Es wurde zum größten regelmäßigen Filmfestival Südkaliforniens. Seit der Jahrhundertwende werden jährlich etwa 200 Filme und Videos in mehreren Kinos der Stadt gezeigt und das ganze durch über 100 Sponsoren unterstützt. Von 1982 bis 2004 wurden insgesamt über 4000 Filme einem Publikum von mehr als einer halben Million gezeigt.
2006 spendete der Filmregisseur Roland Emmerich 150.000 US-Dollar für das Legacy Project, ein gemeinsames Projekt des Film- und Fernseharchivs der UCLA und von Outfest, zur Bewahrung und Restaurierung lesbischer und schwuler Filme.

## Aktivitäten von Outfest
- Outfest: The Los Angeles Gay and Lesbian Film Festival – Das älteste kontinuierlich bestehende Filmfestival in Los Angeles.
- Fusion: The Los Angeles LGBT People of Color Film Festival – Ein multikulturelles, genderübergreifendes Filmfestival, das einzige seiner Art.
- Outfest Wednesdays - Screening Series – Eine wöchentliche Filmvorführung. Die älteste Serie von LGBT-Filmvorführungen in den USA, 2009 wegen angespannter finanzieller Situation nur lückenhaft veranstaltet.
- Outfest Legacy Project for LGBT Film Preservation – Das weltweit erste Projekt, das der Bewahrung und Restaurierung von LGBT-Filmen dient.
- Access LA – Zur Kontaktförderung zwischen aufkommenden Filmemachern und etablierten Mitarbeitern der Unterhaltungsindustrie. Teil des Projektes sind HBO Breakfast Panel Series, Industry Link zur Organisation von 1:1-Gesprächen zwischen Filmemachern und Mitarbeitern der Unterhaltungsindustrie, Festivalforen und eine DVD-Bibliothek bei der Directors Guild of America für Verleiher und Programmgestalter von anderen Festivals.
- Outfest Screenwriting Lab ist ebenfalls Teil des Projektes. Es begann 1997 als Drehbuch-Wettbewerb und entwickelte sich zu einem dreitägigen Workshop an dem fünf bekannte Drehbuchautoren als Mentoren teilnehmen.